# José Marín Verdugo
José Marín Verdugo (Chiclana, 4 de abril de 1903-Ibidem, 5 de febrero de 1984) fue un empresario español, creador de las Muñecas de Marín.

## Historia
En 1928 crea en su ciudad natal un taller de muñecas que fueron después mundialmente conocidas como Muñecas  Marin. En 1976 se le concedió la medalla al mérito al trabajo concedidas por el Estado español en 1976.[cita requerida]
Alcanzó su máximo esplendor con la muñecas ataviadas con trajes de las distintas regiones de España y principalmente conocidas por llevar frecuentemente el traje de gitana típico andaluz. De la fábrica, como se le conocía en su ciudad, salieron  muñecas para todo el mundo recibiendo multitud de galardones entre ellos el Primer Premio Mundial de Muñecas con mención especial a la expresión y al movimiento, en un concurso celebrado en Cracovia (Polonia). Al final del año 2014 la fábrica cesó su actividad.  
Pepe Marin  fue reconocido por el Gobierno de Andalucía con el galardón de Artesano Ejemplar y tiene multitud de premios tanto españoles como extranjero.
Hoy las Muñecas de Marin son muy apreciada por los coleccionistas y de todo ello quedó en un Museo fundado por sus hijos y donado a la ciudad de Chiclana para que el mismo tenga aseguradas su continuidad en el tiempo como parte de la historia de esta ciudad. La colección pasó al Centro de Interpretación del vino y la sal cuando cerró sus puertas.  
Hay que resaltar igualmente que Pepe Marín era un enamorado de su ciudad natal, Chiclana de la Frontera. Por este motivo no solo puso en marcha la fábrica de muñecas conocida sino que además dotó a su pueblo de un gran teatro al cual le puso el nombre de otro ilustre chiclanero, Antonio García Gutiérrez, insigne escritor romántico autor de El Trovador. Reconstruyó un balneario de aguas medicinales llamado el Balneario de Fuenteamarga y construyó al lado el Hotel Fuentemar (actualmente Hotel Escuela) para alojar a todos aquellos pacientes que venían de toda España a curarse a esas aguas medicinales.   
Era una persona muy conocida y querida en la ciudad y un gran autodidacta, tocaba el piano amenizando las películas mudas de la época, dirigía representaciones teatrales y. sobre todo pintaba, era su gran pasión y han quedado muchos cuadros en posesión sobre todo de familiares testigos de su arte.  
Murió el 5 de febrero de 1984, en su ciudad natal.